# Gomphurus ozarkensis
Gomphurus ozarkensis är en trollsländeart som först beskrevs av Westfall 1975.  Gomphurus ozarkensis ingår i släktet Gomphurus och familjen flodtrollsländor. Inga underarter finns listade i Catalogue of Life.